# Syzygium toninense
Syzygium toninense là một loài thực vật có hoa trong Họ Đào kim nương. Loài này được (Baker f.) J.W.Dawson miêu tả khoa học đầu tiên năm 1999.